# Ibrahim Hadžić
Ibrahim Hadžić (Rožaje, Crna Gora, 1944) srpski je književnik, pesnik i dugogodišnji urednik Školskog programa Televizije Beograd.

## Biografija
Osmogodišnju školu završio je u rodnom mestu, gimnaziju u Novom Pazaru, diplomirao na Filozofskom fakultetu u Beogradu, Odsek za istoriju umetnosti. Od 1975. godine radi u Televiziji Beograd kao urednik u Redakciji školskog programa, a nakon šest godina postaje glavni urednik Redakcije do 1994. godine, kada je pod pritiskom tadašnjeg režima i uprave Televizije morao da da otkaz i napusti Televiziju. Kao pesnik prisutan je na književnoj sceni već pola veka. Bio je član Udruženja književnika Srbije od 1970. godine, a od 2001. član Srpskog književnog društva i član Foruma pisaca.Objavio je više knjiga poezije za koje je dobio nekoliko značajnih književnih nagrada, a njegovo stvaralaštvo predstavljeno je u zborniku Boja okoline: zbornik o pesništvu Ibrahima Hadžića. Prevodi poeziju s ruskog jezika. Živi u Beogradu.

## Dela
Napisao je scenario za emisiju za decu Teku, teku kapi tečne koja je dobila najveće priznanje Gran pri Japana u kategoriji edukativnih programa. Po emisijama koje je inicirao i uređivao, štampane su četiri kapitalne knjige od kojih izdvajamo Slikarski pravci XX veka prof. dr Lazara Trifunovića. Pesme su mu prevođene na više stranih jezika. Zastupljen je u brojnim antologijama i hrestomatijama. Uređivao je poeziju u studentskom listu Student školske 1968/69, kao i u međurepubličkom časopisu Mostovi 2001-2005. godine. Osim književnošću, bavi se izučavanjem gljiva. Jedan je od trojice osnivača Mikološkog društva Srbije. Štampao je sedam knjiga o gljivama (dve u koautorstvu sa prof. dr Jelenom Vukojević, šefom mikološkog kabineta Biološkog fakulteta u Beogradu). Knjiga Gljivarska početnica (1995) prvi je priručnik za branje gljiva na terenima Srbije i Crne Gore. Prikupio je i zapisao stotine narodnih imena gljiva, tzv. mikonima. Identifikovao je veliki broj gljiva novih za terene Srbije i Crne Gore. Izučava noćne leptire svog zavičaja.

### Zbirke pesama
- Harfa vasiona
- Vežbanje osećanja
- Oformiti jedinstvenu životinju
- Vreli tragovi
- Na staklu zapisano
- Isti život
- Pesme i...
- Hora
- Nepročitane i nove pesme
- Ko sam ja
- Duge senke kratkih pesama

### Proza i drugi rodovi
- Zapisi i crte
- Posmatrač
- Rožajski rječnik
- Rječnik rožajskoga govora
- Prodavac magle
- Gljivarska početnica
- Imena gljiva
- Klasiranje i prerada gljiva
- Drugi gljivarski korak
- Gljive, životinje koje ne hodaju
- Ilustrovani rečnik sveta gljiva (koautor J.Vukojević)
- Priručnik za branje jestivih i lekovitih gljiva
- Atlas gljiva (koautor J. Vukojević)

### Priređivač knjiga
- Hommage Milišiću
- Sećanje na Miodraga Stanisavljevića

## Nagrade
- Nagrada oslobođenja grada Rožaja
- Gran pri Japana
- Nagrada „Pečat varoši sremskokarlovačke”, za pesmu „Gladni Ibar”, 1969.
- Nagrada „Isidora Sekulić”, za knjigu Oformiti jedinstvenu životinju, 1975.
- Nagrada „Milan Rakić”, za knjigu Na staklu zapisano, 1987.
- Nagrada „Biljana Jovanović” Srpskog književnog društva, za knjigu Nepročitane i nove pesme, 2006.
- Nagrada „Pero Ćamila Sijarića”, za knjigu pesama Hora, 2011.[1]
- Nagrada „Bosanski stećak”, 2012.[2]
- Nagrada „Risto Ratković”, za knjigu Duge senke kratkih pesama, 2015.

## Spoljašnje veze
- Vijesti:Sve je devalvirano, zlikovci se proglašavaju herojima, i obrnuto (15. XI 2014)
- Plastelin: Tajne noćnih leptira
- E-novine: Ibrahim Hadžič, dobitnik nagrade "Risto Ratković" Архивирано на веб-сајту  (10. октобар 2015)